# Cornelia Hesse-Honegger
Cornelia Hesse-Honegger (Zurigo, 29 novembre 1944) è un'illustratrice svizzera, famosa soprattutto per aver creato illustrazioni che ritraevano insetti che avevano subito alterazioni genetiche dopo la tragedia di Černobyl' 1986.

## Biografia
Cornelia Hesse-Honegger è figlia di Gottfried Honegger e della illustratrice Warja Honegger Lavater.
Dal 1967, Cornelia Hesse-Honegger dipinse frutti mutevoli e mosche domestiche che erano stati avvelenati o irradiati in laboratorio per produrre mutazioni. Sono diventati per lei "prototipi, visioni di una futura forma naturale creata dall'uomo. Nel 1968 ho dipinto il primo baco (Heteroptera) perché l'ho trovato così bello."
Da questi primi incontri con gli insetti e dal confronto artistico con loro ha raccolto e dipinto questi in diversi biotopi. Un anno dopo il disastro nucleare di Černobyl', nel 1987, iniziò a raccogliere sistematicamente cimici: in aree che erano state contaminate radioattivamente dal fallout di Černobyl' e nelle vicinanze di impianti nucleari. Gli oltre 16.000 insetti raccolti sono stati esaminati con lenti binoculari. Ha differenziato tra due tipi di danno: " morfologico " e più genericamente una voce "tutti i danni": tra i danni morfologici ha contato deformazioni sul corpo come ali irregolari, segmenti mancanti o accorciamenti negli spessimetri , segmenti addominali coalizzati o deformati, torace asimmetrico o cambiamenti alle gambe e ai piedi.
Nella categoria "Alle Schäden" ("Tutti i danni") ha documentato il danno morfologico e le macchie scure, i cambiamenti del pigmento, i buchi e le malformazioni materiali. Il tasso di danno in tutte le aree investigate ammonta al 22% in base ai dati con "danni morfologici", con "tutti i danni" pari allo zero per cento. Per confrontare i vari danni o alterazioni, ha raccolto 50 o 65 insetti in biotopi intatti per sito di studio e li ha anestetizzati per l'esame esterno.
Dal 1968 al 1989 visse vicino a Zurigo e collezionò insetti lì, oltre che in Ghana e in Costa Rica. Questi biotipi intatti li usavano come biotipi di riferimento perché nessun insetto aveva alcun danno morfologico. Durante gli studi sul campo, crea schizzi a colori dai quali in seguito realizzerà meticolosi acquerelli in studio.
Attraverso le sue ricerche, ha concluso che la ricaduta radioattiva di Černobyl' in Svezia e in Svizzera aveva causato danni morfologici a insetti, mosche della frutta (Drosophila) e piante. Alcuni scienziati hanno criticato le dichiarazioni fatte nella pubblicazione del 1988: le emissioni radioattive di Černobyl' sono troppo basse in Europa occidentale per causare danni morfologici negli insetti.
Poiché le centrali nucleari svizzere hanno emesso dosi di radioattività artificiali inferiori al fallout di Černobyl', Cornelia Hesse-Honegger ha concluso che l'insetto deve essere sano nelle vicinanze delle centrali nucleari svizzere. Nel 1988 ha esaminato insetti e piante nelle vicinanze di centrali nucleari svizzere e impianti nucleari internazionali come Sellafield (Inghilterra), La Hague (Francia), Krümmel e Gundremmingen in Germania, la centrale nucleare di Three Mile Island (Pennsylvania) e il sito di test nucleari di Hanford negli Stati Uniti. Sulla base di questi studi, ha concluso che anche le centrali nucleari "normalmente funzionanti", gli impianti di trattamento e altri impianti nucleari hanno causato danni morfologici negli insetti a causa della bassa radiazione.
Secondo Cornelia Hesse-Honegger, gli studi sul campo in Svizzera, Europa e Stati Uniti suggeriscono che la radioattività artificiale rilasciata nell'ambiente dalle centrali nucleari rappresenta un grave e trascurato pericolo per l'uomo e l'ambiente. Secondo la Hesse-Honegger questo problema deve essere identificato e studiato in modo indipendente e che vengano ricercate alternative all'energia nucleare. Le munizioni all'uranio impoverito , come quelle utilizzate in Kosovo e in Iraq, devono, a suo avviso, essere definitivamente bandite e la popolazione colpita esaminata e curata.

## Premi e riconoscimenti
- 2015: Nuclear-Free Future Award 2015, Kategorie Aufklärung[2]

## Opere
- Heteroptera. Bildband. Scalo Publishers, 2002.
- Heteroptera. Bildband als Hardcover. 2003, ISBN 978-3-88243-360-9.